# قطار کلکته (فیلم)
قطار کلکته (به هندی: Calcutta Mail) یک فیلم اکشن و دلهره‌آور هندی محصول سال ۲۰۰۳ به کارگردانی سودهیر میشرا با بازی آنیل کاپور، رانی موکرجی و مانیشا کویرالا است. همچنین این یک بازسازی از فیلم هندی تلوگو زبان می‌خواهم ببینم محصول ۱۹۹۸ می‌باشد.

## داستان
آویناش (آنیل کاپور) برای جست و جوی تنها پسرش ایشو به کلکته می‌آید و خود را در میان افراد زیادی که به او علاقه‌مند هستند می‌بیند. تنها سرنخ او شماره تلفنی است که یک پلیس قبل از آمدن به کلکته به او داده‌است. به محض اینکه در کلکته فرود آمد، به مکانی برای اقامت نیاز دارد. در اینجا، او با ریما با نام مستعار بلبل (رانی موکرجی)، یک رمان‌نویس حبابی که قرار است برای رمان او تحقیق کند، ملاقات می‌کند. اتاقی که آویناش بدست می‌آورد بلبل اشغال می‌کند. او از تخلیه امتناع می‌کند، بنابراین آوینش نیز آنجا می‌ماند (اگرچه او بیرون از اتاق می‌خوابد). بلبل عاشق آویناش می‌شود و روشنایی زندگی تاریک او می‌شود.
فلاش‌بک در سراسر فیلم وجود دارد. سانجانا (مانیشا کویرالا) و آویناش زمانی با تنها فرزند خود، یک پسر، در کلکته زندگی می‌کردند. یک روز آوینش شاهد جنایتی بود که به کمک قربانی آمد و او را به بیمارستان رساند. این امر برای مهاجمان او خوشایند نبود و آنها سانجانا را کشتند و فرزندشان را ربودند. پلیس درگیر شد اما نتوانست رد کودک را پیدا کند.
آویناش دلشکسته و ناامید تصمیم می‌گیرد که اوضاع را به دست خود بگیرد و شروع به پرس و جو می‌کند. پرس و جوهای او او را از طریق کلکته به بمبئی می‌برد و اینجاست که متوجه می‌شود پسرش زنده است یا نه، یا اینکه خودش به دام مرگبار کشیده شده‌است.